# Suzuki Hustler
Suzuki Hustler — це кей-кар, що випускається японським автовиробником Suzuki з 2014 року.  Автомобіль також продається Mazda як Mazda Flair Crossover через угоду OEM.

## Назва
Відділ дизайну Suzuki вибрав назву «Hustler», щоб підкреслити жвавий і грубий імідж автомобіля. Ця назва використовувалася Suzuki в минулому як прізвисько для двотактного двоспортивного мотоцикла Hustler TS50. Аксесуари автомобіля також мають копію наклейки емблеми, яка колись використовувалася в TS50.

## Перше покоління (MR31S/MR41S; 2014)
Перше покоління Hustler надійшло в продаж у січні 2014 року разом із варіантом під брендом Mazda — Flair Crossover 

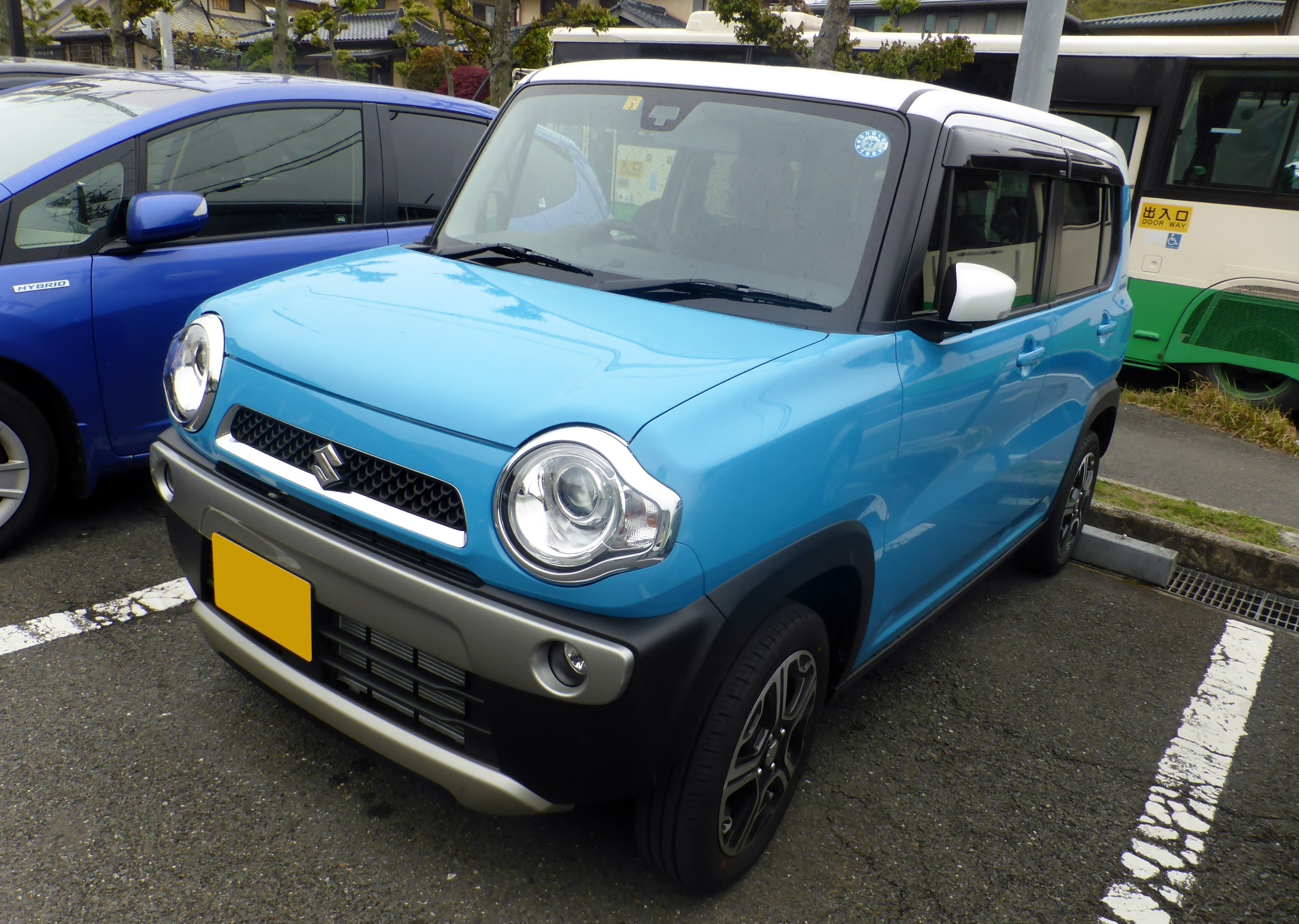
Suzuki Hustler X TURBO (MR31S)
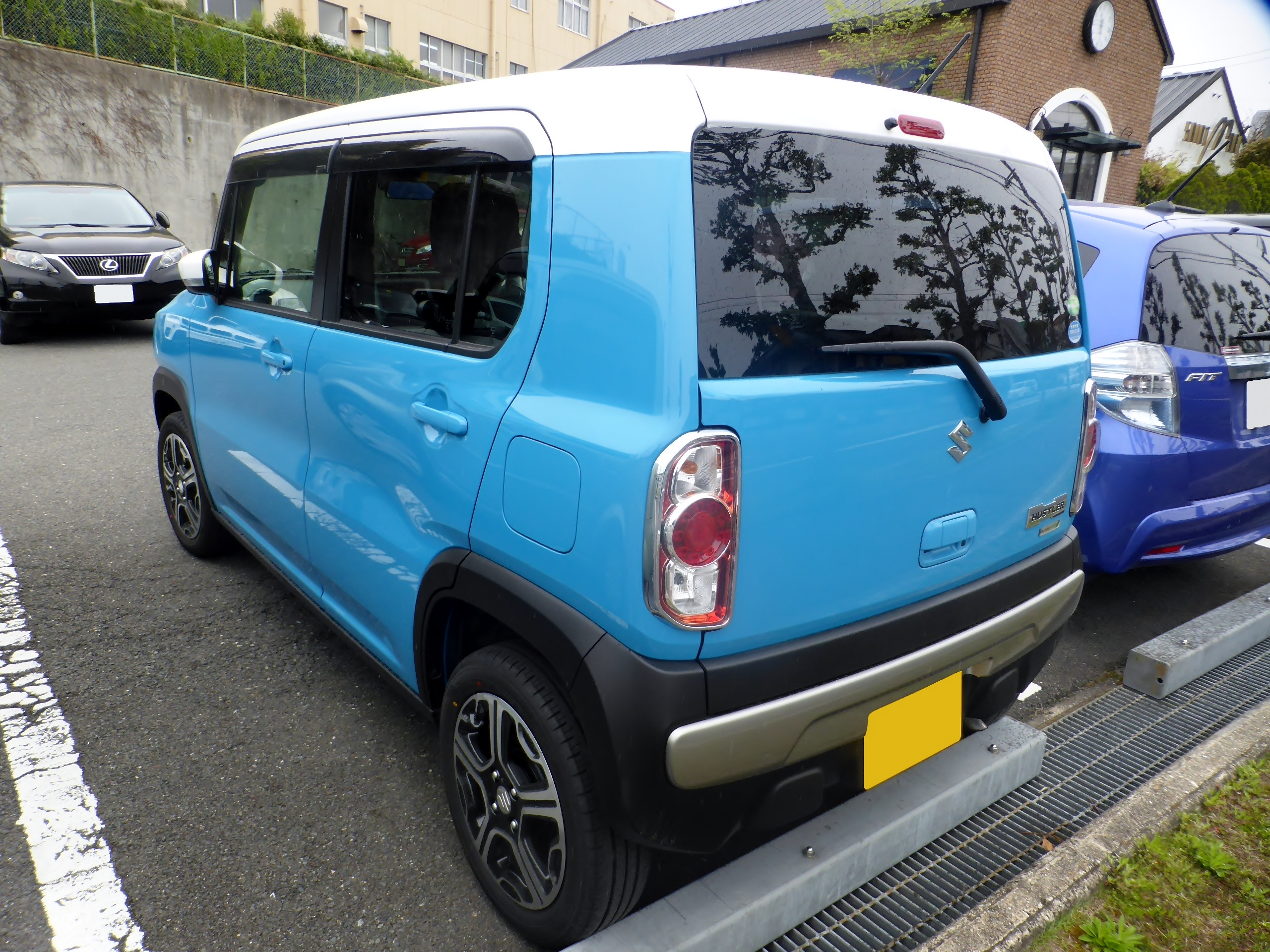
Вид ззаду
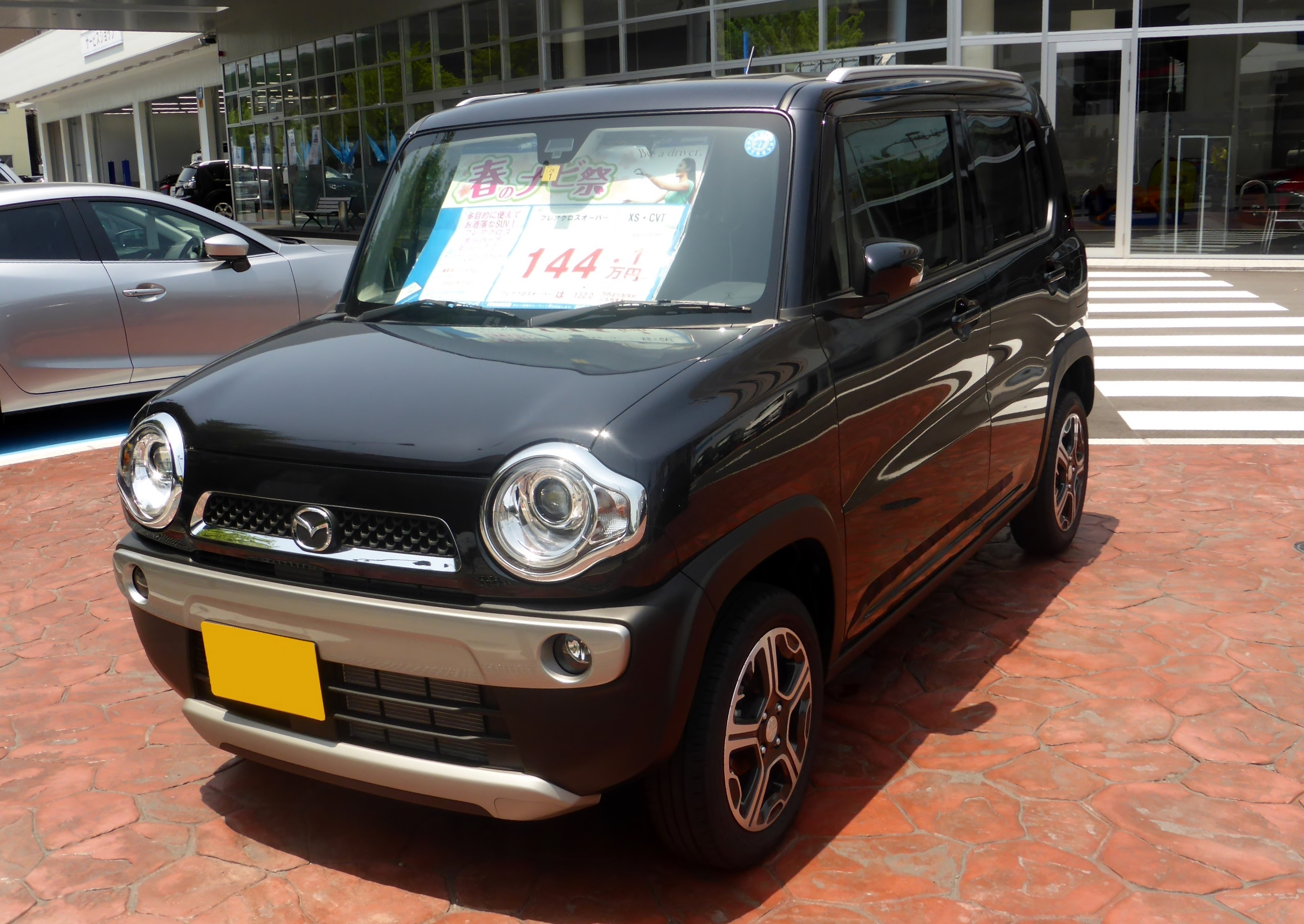
Mazda Flair Crossover XS (MS31S)

### Двигуни
- 658 cc R06A I3 38 кВт (51 к.с)
- 658 cc R06A turbo I3 47 кВт (63 к.с.)

### Електричні двигуни
- 1 кВт (2 к.с.) WA04A / WA04C

## Друге покоління (MR52S/MR92S; 2020)
Друге покоління Hustler було вперше показано в концептуальній формі на 46-му Токійському автосалоні з жовтня по листопад 2019 року. Автомобіль був розроблений, щоб бути більш схожим на Jimny четвертого покоління. Він надійшов у продаж 20 січня 2020 року.  Flair Crossover було анонсовано 29 січня 2020 року та він продається з 27 лютого 2020 року. 

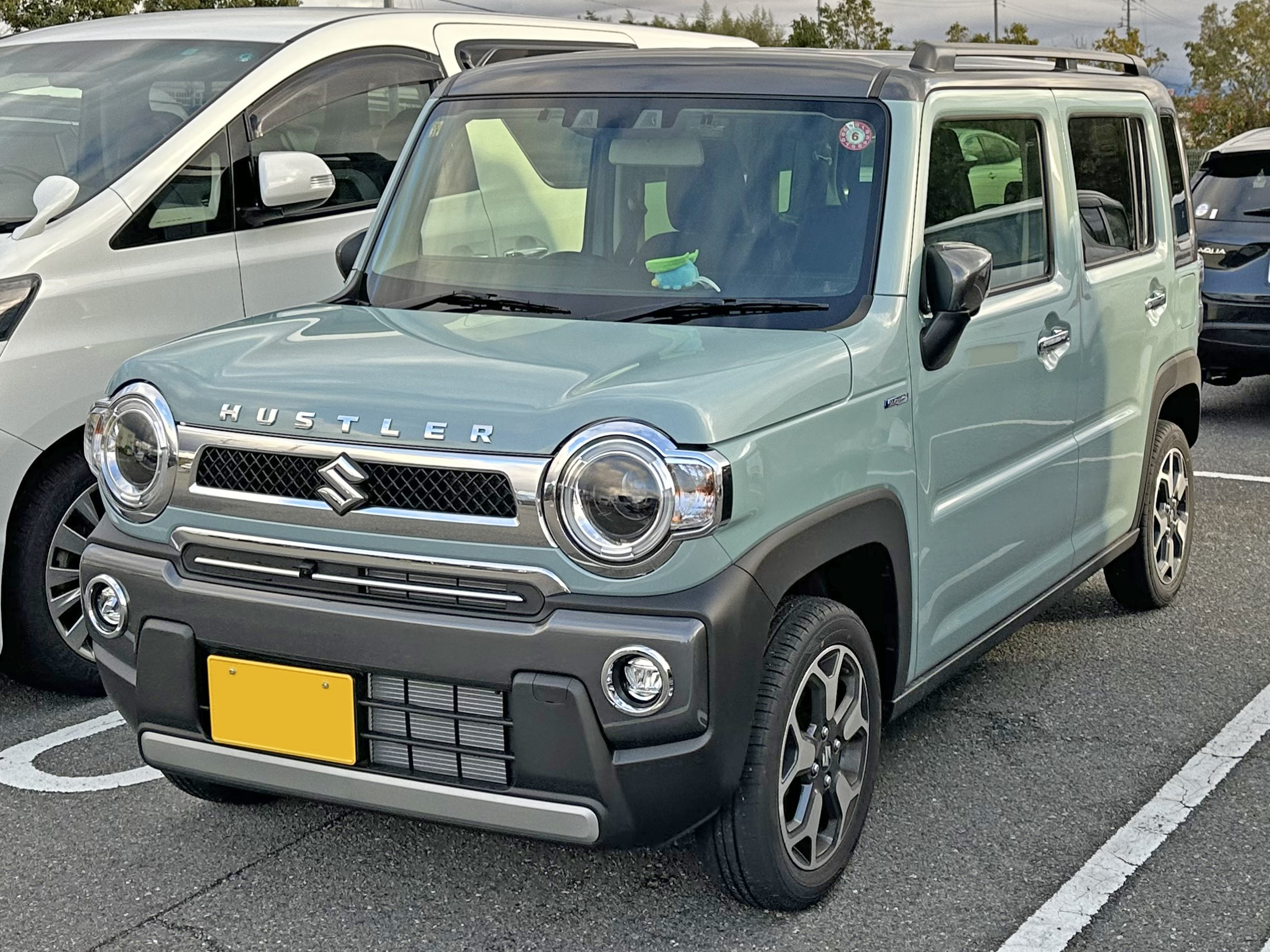
Suzuki Hustler J STYLE (5AA-MR92S-HBJB)
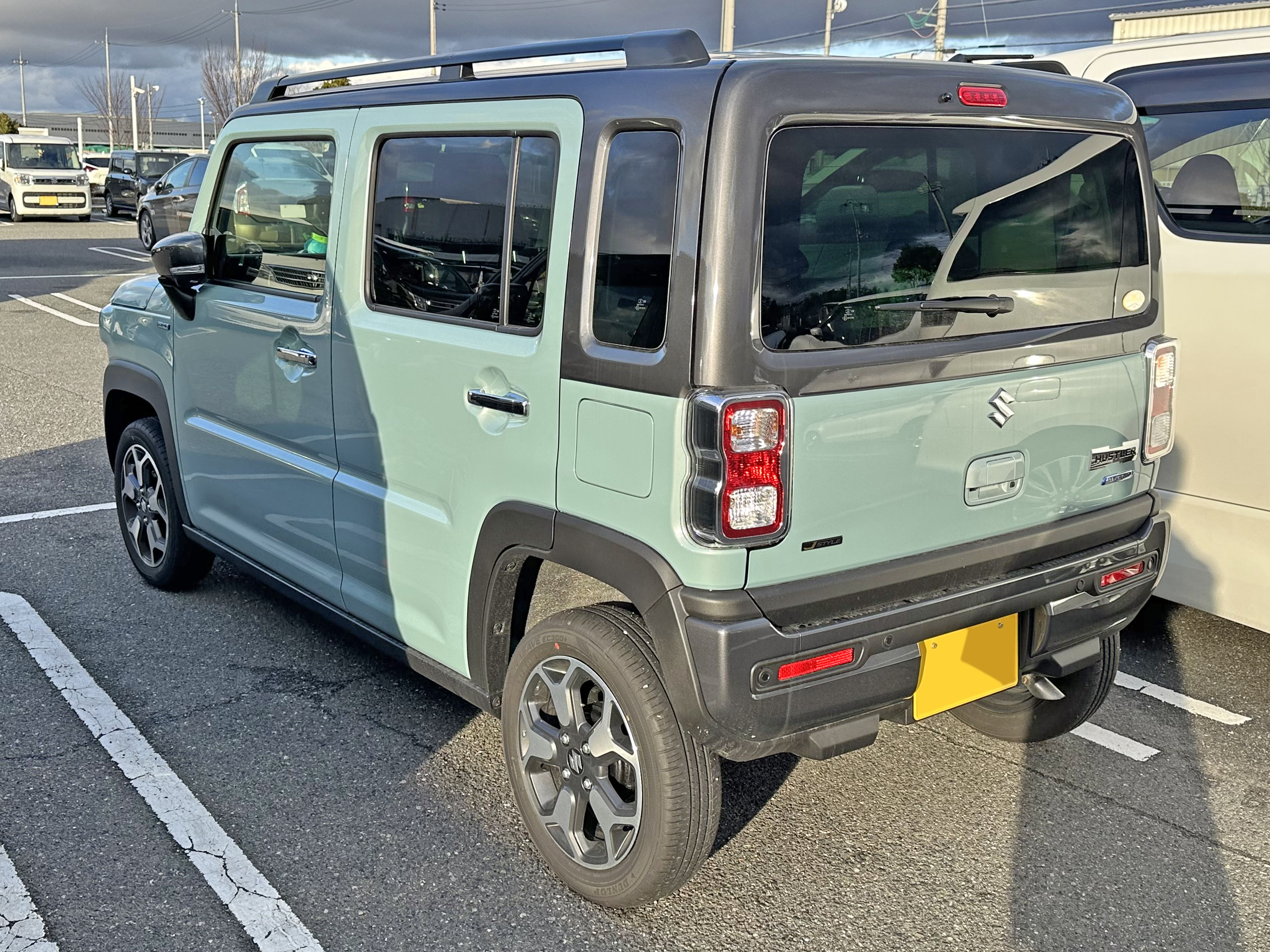
Вид ззаду
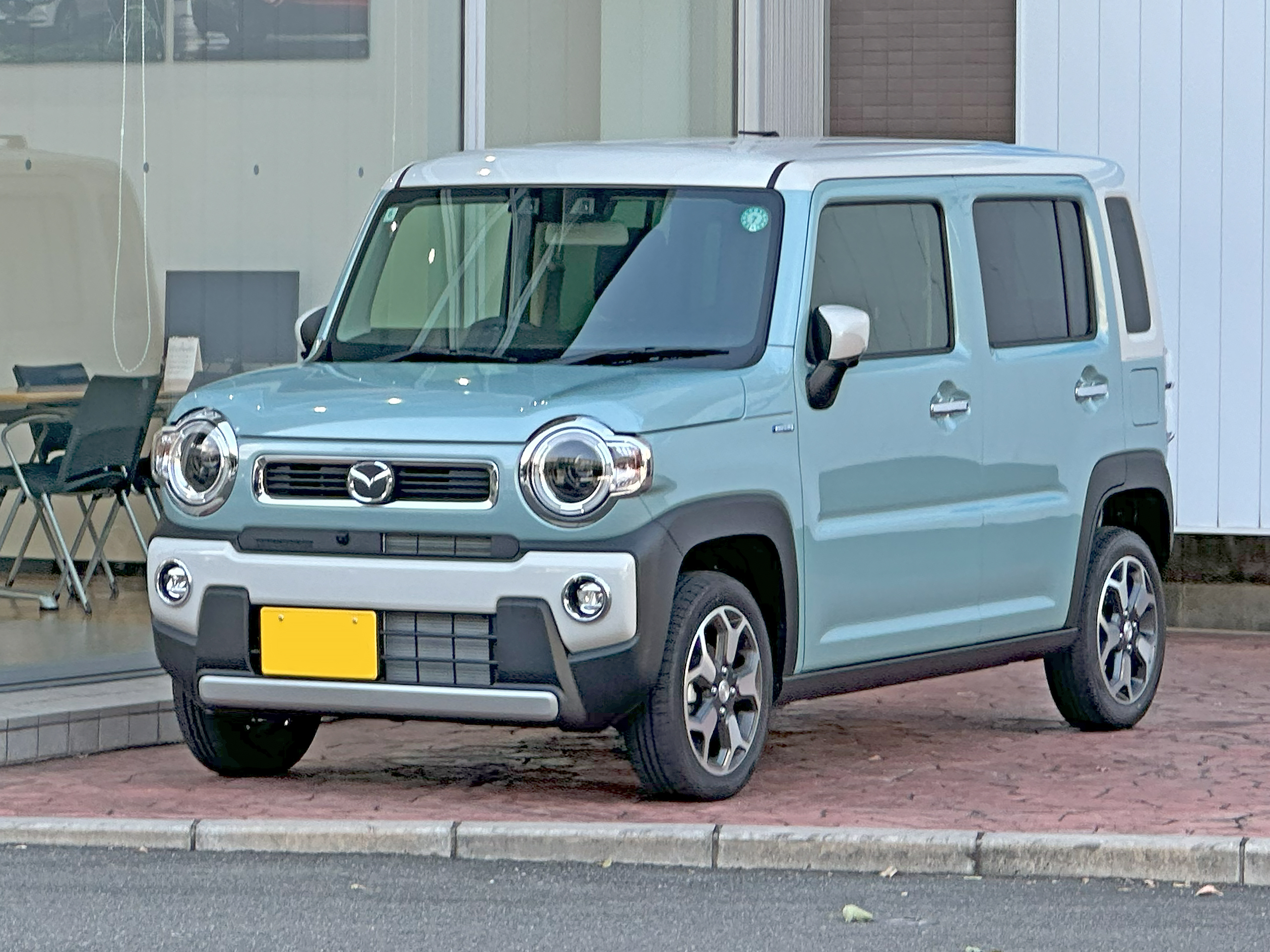
Mazda Flair Crossover XT 2WD (4AA-MS52S)
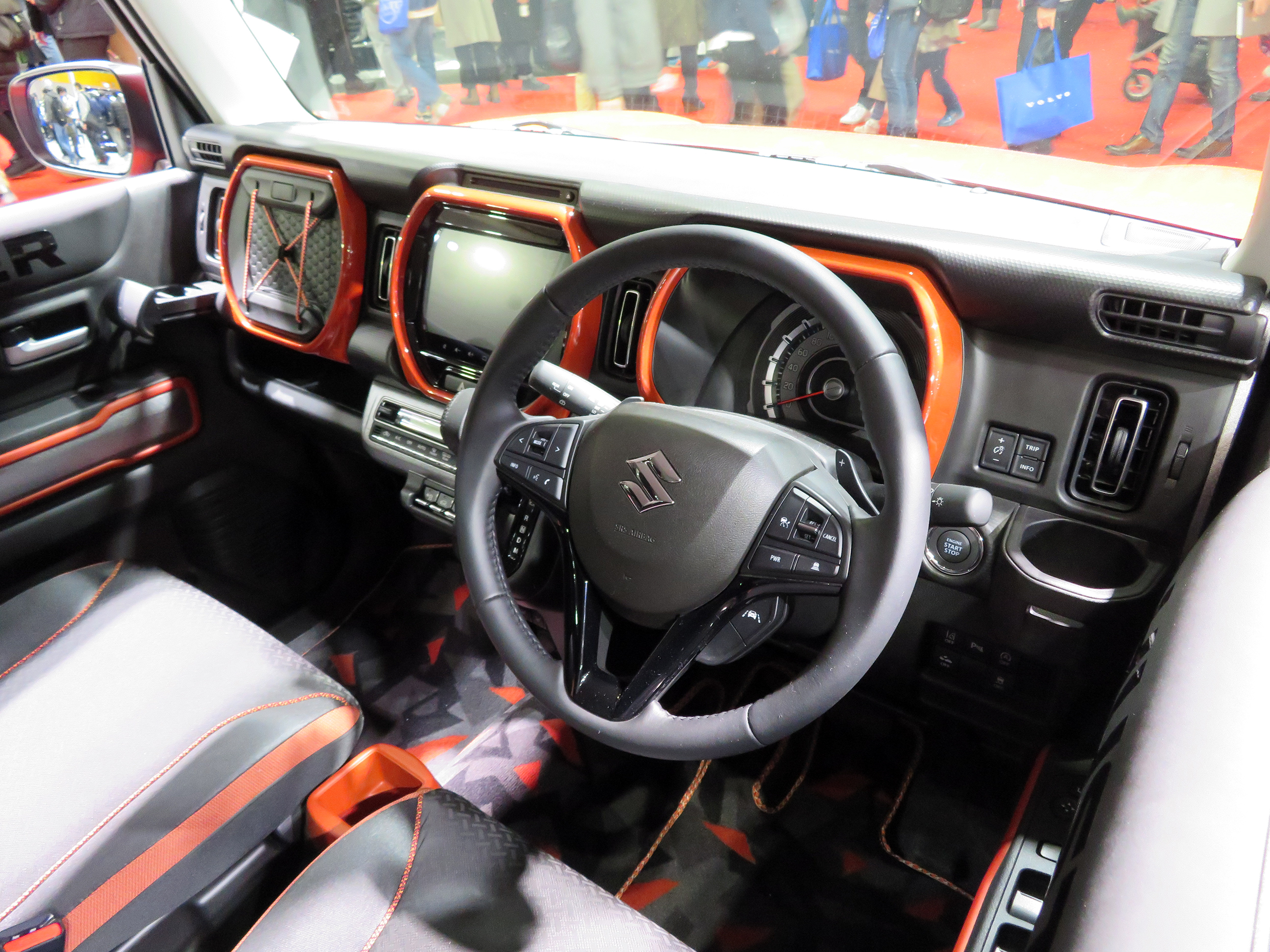
Інтер’єр

### Двигуни
- 658 cc R06D I3 38 кВт (51 к.с)
- 658 cc R06A turbo I3-T 47 кВт (63 к.с.)

### Електричні двигуни
- 1 кВт (2 к.с.) WA05A / WA05C

## Продажі
У грудні 2023 року Suzuki поставила ціль місячних продажів на рівні 5000 одиниць. Продажі Hustler перевищили ціль, яка була відповідно збільшена до 6000 одиниць.
| рік      | Японія  |
| -------- | ------- |
| 2014 рік | 104,233 |
| 2015 рік | 95,557  |
| 2016 рік | 85,763  |
| 2017 рік | 72,600  |
| 2018 рік | 65,291  |
| 2019 рік | 58,399  |
| 2020 рік | 80,114  |
| 2021 рік | 82,486  |
| 2022 рік | 70,373  |
| 2023 рік | 82,720  |